# Abbey Lincoln
Abbey Lincoln (rodným jménem: Anna Marie Wooldridge; 6. srpna 1930 Chicago – 14. srpna 2010 Manhattan) byla americká jazzová zpěvačka, herečka, hudební skladatelka a členka hnutí za lidská práva. V letech 1962–1970 byla manželkou jazzového bubeníka Maxe Roacha. Své první album nazvané Abbey Lincoln's Affair vydala v roce 1956 na značce Liberty Records, následovala řada dalších alb, na kterých se podíleli například Paul Chambers, Wynton Kelly, Sonny Rollins nebo Philly Joe Jones. V roce 2003 získala ocenění NEA Jazz Masters. Své poslední album nazvané Abbey Sings Abbey vydala v roce 2007 a následně se po operaci srdce přestala hudbě věnovat.